# ПО Лансер Бумбар
ПО Лансер Бумбар је лако  преносиво противоклопно средство пешадије за напад и одбрамбена дејства на даљинама до 600 метара. Може да се користи у свим борбеним условима, дању и ноћу, а погодан је и за градску борбу. Има мали демаскирајући ефекат на ватреном положају и њиме може да се гађа и из затворене просторије.
Систем се састоји од ракете у транспортно-лансирној цеви, уређаја за вођење и лансирање и постоља. Бумбара опслужује посада од два члана. Један носи лансер и ракету, а други резервне ракете и постоље.
Ракета је тандем-кумулативна и има способност уништавања челичног оклопа дебљине до 900 mm. Ракета са оваквим карактеристикама је довољна да уништи било које савремено оклопно возило или тенк. Ракета је навођена полуаутоматски, а команде се преносе микрокаблом. Вероватноћа поготка циља се креће између 90% и 95%, а систем за навођење је веома добро заштићен од ометања.
Систем Бумбар може да се користи на два начина: може бити постављен на постоље (тада је домет 600 m), или се лансирати са рамена (домет 300 m). Лансер је опремљен и ноћним нишаном. Овај систем је предвиђен да у инвентару Војске Србије замени бестрзајни топ М60А калибра 80 mm.
Тренутно се ради на побољшањима система, и то на повећању домета на 1.000 m и навођењу пројектила по ласерском снопу.

## Поређења
У свету је последњих десетак година развијено (или је у развоју) више система ПОВР, у класи у којој је бумбар. То су ERYX (Француска)), BILL (Шведска), Predator (САД) и SPIKE СР (Израел).

## Одговор на савремене захтеве
Модерни системи те врсте морају да задовоље савремене тактичко-техничке захтеве, који се првенствено односе на противоклопну борбу у урбаним срединама, на могућност уништавања савремених тенкова и тенкова са експлозивно-реактивним оклопом (ЕРО), на заштиту уређаја за вођење и лансирање (УВЛ) од ометања и могућност ноћног дејства. За противоклопну борбу у урбаним срединама ПОВР би требало да имају могућност лансирања из што мањег затвореног простора, да стрелац може да лансира ракету са рамена или ослонца, да има мали демаскирајући ефекат на ватреном положају и у току лета, те што краћи минимални домет на коме вођењем ракета може да погоди и уништи циљ. Потребне су и добре маневарске способности пројектила у лету (да подноси убрзања до 3g), како би могли да буду погођени брзи циљеви на кратком домету до 200 m. За уништавање савремених тенкова директним поготком, основна бојева глава ракете треба да има пробојност од минимално 900 mm РХА, а за уништавање тенкова са ЕРО неопходна је тандем-кумулативна бојна глава – ТКБГ. Могућност противоклопне борбе у ноћним условима остварује се применом упрошћених, а самим тим и јефтинијих, термовизијских нишана у подручју инфрацрвене светлости (таласних дужина од 3 до 5 µm), који су интегрисани са нишанским дурбином (НД).
А шта од тога има бумбар? Противоклопни ракетни систем бумбар је савремено решење ручног бацача ракета. Могућност лансирања из затвореног простора даје му атрибут правог одбрамбеног оружја. Има домет до 600 m и одлично је прилагођен зони непосредне противоклопне одбране пешадије. Оружјем рукује један војник из двочлане противоклопне групе, а други носи једну или две резервне ракете у лансирној цеви.
Бумбар има полуаутоматски командни систем вођења – САЦЛОС, који се по својим квалитетима налази у самом светском технолошком врху. Бумбар спада у ред система друге генерације, али има две особине противоклопних система треће генерације – “мек” начин лансирања ракете малом почетном брзином, што омогућава дејство из затворене просторије, и мали демаскирајући ефекат на ватреном положају – каже др Миодраг Кобиларев, руководилац тог пројекта.

## Полуаутоматско вођење ракете
Максимални домет ракете бумбар је двоструко или чак троструко већи од домета ручних бацача ракета (600 m у односу на 200 – 300 m) и покрива минимални домет противоклопног ракетног система (ПОРС) за велике даљине (маљутка и маљутка– II).
Ракета бумбар има тандем-кумулативну бојеву главу – ТКБГ. Растојање од четири калибра између бојевих глава постигнуто је постављањем основне бојеве главе ТКБГ иза маршевског ракетног мотора. Минимална даљина гађања од 60 m одређена је зоном безбедности стрелца. Увођење ракете у тунел вођења на растојању од 60 m остварено је снажним системом за управљање вектором потиска (УВП), смештеним у близини тежишта ракете. Ново решење за тај систем омогућава ракети да “оштро” маневрише и при малим брзинама (у односу на познате ракете друге генерације полупречник кривине путање је мањи четири пута у првих 100 m). Маршевски мотор се пали на око три метра од лансера. Ракета се на циљеве до 300 m лансира са рамена (у стојећем или клечећем положају), а преко тога са троношца или ослонца. Када стрелац жели да гађа циљ, поставља уређај за вођење и лансирање – УВЛ на ракету у лансирној цеви. Пошто је оруђе правилно усмерио постављањем циља у центар кончанице нишанског дурбина, притиска окидач држећи циљ све време у центру кончанице, док га ракета не погоди. При удару у циљ контактна капа ракете се кратко споји и активира упаљач најпре помоћне, а затим и основне бојеве главе. Помоћна бојева глава треба да неутралише једну од кутија са експлозивним пуњењем, које чине ЕРО тенка, и тиме омогући успешно дејство кумулативног млаза основне бојеве главе ракете. Након навођења ракете на циљ, стрелац скида УВЛ са лансирне цеви и поставља га на нову ракету.

## Главне одлике
Систем Бумбар има командно вођену ракету друге генерације, са микрокаблом за пренос команди, калибра 136 mm. Максимални домет је 600 m, а минимални 60 m. Време лета пројектила до циља на 600 m је 4,3 секунде, а вероватноћа погађања непокретних и покретних циљева је 95%. Маса оруђа на ватреном положају је 18 kg. Дужина оруђа у маршевском положају је 1.164 mm, а број послужиоца 1. Систем има мали демаскирајући ефекат на ватреном положају, могућност гађања из затворене просторије и могућност гађања ноћу. Маса ракете у лансирној цеви је 14 kg и има тандем-кумулативну бојеву главу. Калибар основне бојеве главе је 136 mm, а помоћне 55 mm. Максимална брзина ракете је 250 m/s, а почетна брзина 18 m/s. Маса постоља је 4 kg, а толика је и маса УВЛ. Маса лансирне цеви је 1,5 kg, а угао надвишења осе лансера цеви је 10 степени.

## Новине
Значајна технолошка достигнућа у развоју ПОРС су: тандем-кумулативна бојева глава са упаљачем за уништавање савремених тенкова са ЕРО, оптоелектронски дигитални ТВ координатор ракете, заштита координатора од ометања од стране ИЦ мамаца применом робусних алгоритама за фреквентну, амплитудску, положајну и диференцијалну дискриминацију сметњи, који раде у синхронизацији са ИЦ трасером ракете. Савремена су и решења блока електронике ракете – применом микропроцесора. Ново је решење нишанског дурбина са ЦЦД камером и ЛЦД, и високоефикасан је систем за управљање вектором потиска ракете. Погонска група ракете отпорна је на температурну варијацију од -30 °C до +50 °C. Нова су решења слободног жироскопа, микрокабла и лансирне цеви, уједно контејнера ракете.

## Кооперанти
У развој Бумбара су као кооперанти били укључени: “Крушик”, “Слобода”, “ФКС – Елмос”, Јагодина, “Телеоптик”, “Петар Драпшин” – ковница Младеновац, ХИ “Милан Благојевић”, Лучани, ЕИ ИРИН Нис, “Крушик – Пластика” из Осечине, “Миле Драгић”, Полиестер – Прибој, ФИМА – Мионица и Институт МТТ ИНФИЗ.